# Twins (專輯)
《Twins》是新加坡女子團體BY2的第二張錄音室專輯，也是第二張演唱專輯，於2009年4月10日推出。

## 曲目
| 曲序 | 曲名          | 作詞               | 作曲             | 備註                                        |
| 01   | DNA           | Dr. Moon           | Dr. Moon         |                                             |
| 02   | 我想要        |                    |                  | 非歌曲，而是由粉絲來說出願望                |
| 03   | 新少女祈禱    | Dr. Moon           | Dr. Moon         |                                             |
| 04   | 我知道        | 萱                 | 萱               | 電視劇「比賽開始」片尾曲 LG冰淇淋手機代言曲 |
| 05   | 無解呦        | 林白               | Dr. Moon         | 韓版流星花園片頭曲                          |
| 06   | 無敵帥        | 林白 卓昔潔        | 小安             |                                             |
| 07   | 什麼什麼      | Dr. Moon 林秋離    | Dr. Moon         |                                             |
| 08   | 勇敢          | 林宇中 許環良      | 林俊傑           | 第九城市「王者世界」遊戲主題曲              |
| 09   | Bye Bye Bye   | 王雅君             | 李志源           |                                             |
| 10   | Don't Go Away | Mr. Mars Miko Yumi | 馮時澤 Miko Yumi |                                             |

## 專輯版本
1. 2009年4月10日 Twins【加值雙碟限量版】CD+DVD（三支MV）
2. 2009年5月15日 Twins【超值寫真精裝版】CD+80頁全彩寫真集
3. 2009年7月 活動現場買專輯送【BY2精選回饋2009暑假作業】CD（五首《16未成年》專輯單曲）+DVD（五支MV）

## 音樂錄影帶
1. DNA（導演：呂來慧）收錄於專輯《Twins【加值雙碟限量版】》
2. 我知道（導演：呂來慧）收錄於專輯《Twins【加值雙碟限量版】》
3. Don't Go Away (英文版)（導演：呂來慧）收錄於專輯《Twins【加值雙碟限量版】》
4. Don't Go Away (中文版)（導演：呂來慧）
5. 新少女祈禱（導演：陳勇秀）收錄於【BY2精選回饋2009暑假作業】
6. 勇敢（導演：陳勇秀）收錄於【BY2精選回饋2009暑假作業】
7. 無解呦（導演：陳勇秀）收錄於【BY2精選回饋2009暑假作業】

## 專輯總覽
| 第一張專輯 16未成年 | 第二張專輯 Twins | 第三張專輯 成人禮 | 第四張專輯 90'鬧Now | 第五個作品 2020愛你愛妳 寫真 + EP | 第五張專輯 MY.遊樂園 | 第六張專輯 Cat and Mouse |

## 外部連結
- 博客來音樂館（页面存档备份，存于）